# Wyatt Oleff
Wyatt Jess Oleff (Chicago, 2003. július 13. –) amerikai színész, aki Stanley Uris szerepét alakította a 2017-es Az című természetfeletti horrorfilmben és annak 2019-es folytatásában, valamint Stanley Barber szerepét az Ez így nem OK című coming-of-age vígjáték-dráma streaming televíziós sorozatban.

## Élete
Oleff az Illinois állambeli Chicagóban született Doug és Jennifer Oleff gyermekeként, és élete első hét évét ott töltötte. Ezután szüleivel Los Angelesbe költözött, és színészkedni kezdett. Egyik legkorábbi színészi szerepe a Coldwell Banker egyik reklámfilmjében volt.

## Filmográfia

### Film
| Év   | Magyar cím                       | Eredeti cím                    | Szerep                | Magyar hang     | Rendező            |
| ---- | -------------------------------- | ------------------------------ | --------------------- | --------------- | ------------------ |
| 2014 | Vállalhatatlan zsák foltot keres | Someone Marry Barry            | J.T.                  | Pál Dániel Máté | Rob Pearlstein     |
| 2014 | A galaxis őrzői                  | Guardians of the Galaxy        | Peter Quill fiatalon  | Straub Martin   | James Gunn         |
| 2017 | A galaxis őrzői vol. 2.          | Guardians of the Galaxy Vol. 2 | Peter Quill fiatalon  | Straub Martin   | James Gunn         |
| 2017 | Az                               | It                             | Stanley Uris          | Tóth Márk       | Andy Muschietti    |
| 2019 | Az – Második fejezet             | It: Chapter Two                | Stanley Uris fiatalon | Tóth Márk       | Andy Muschietti    |
| 2022 |                                  | Stay Awake                     | Ethan                 |                 | Jamie Sisley       |
| 2022 |                                  | The Year Between               | Neil Miller           |                 | Alex Heller        |
| 2025 | Karate kölyök – Legendák         | Karate Kid: Legends            | Alan                  | Kenéz Ágoston   | Jonathan Entwistle |

Rövidfilmek
- Crafty Or (the Unexpected Virtue of the Girl in Charge of Snacks) (2015) – Rocco
- The Weight of Perfection (2020) – Walker
- Oh, Sorry (2020) – Sam

### Televízió
| Év   | Magyar cím                 | Eredeti cím             | Szerep                   | Megjegyzés                                           |
| ---- | -------------------------- | ----------------------- | ------------------------ | ---------------------------------------------------- |
| 2012 | Állati dokik               | Animal Practice         | George fiatalon          | 1 epizód                                             |
| 2013 |                            | Middle Age Rage         | Oliver Bobeck            | tévéfilm                                             |
| 2013 | Kertvárosba számüzve       | Suburgatory             | Kevuel                   | 1 epizód                                             |
| 2013 | Indul a risza!             | Shake it Up!)           | Byron / gyerek           | 1 epizód                                             |
| 2013 | Egyszer volt, hol nem volt | Once Upon a Time        | Rumplestiltskin fiatalon | 1 epizód                                             |
| 2014 |                            | Scorpion                | Owen                     | 1 epizód                                             |
| 2015 |                            | The History of Us       | Andrew fiatalon          | tévéfilm                                             |
| 2020 | Ez így nem oké             | I Am Not Okay with This | Stanley Barber           | - főszereplő (7 epizód) - magyar hangja: - Dér Zsolt |
| 2020 |                            | Acting for a Cause      | Lysander                 | 1 epizód                                             |
| 2023 | Ég a város                 | City on Fire            | Charlie                  | főszereplő (8 epizód)                                |

### Videóklipek
| Év   | Cím                   | Előadó | Szerep |
| ---- | --------------------- | ------ | ------ |
| 2017 | Santa's Coming for Us | Sia    | fiú    |

### Podcast
| Év   | Cím        | Szerep | Megjegyzés |
| ---- | ---------- | ------ | ---------- |
| 2020 | Day by Day | Greg   | 1 epizód   |

## Fordítás
- Ez a szócikk részben vagy egészben  a   Wyatt Oleff című angol Wikipédia-szócikk fordításán alapul.  Az eredeti cikk szerkesztőit annak laptörténete sorolja fel. Ez a jelzés csupán a megfogalmazás eredetét és a szerzői jogokat jelzi, nem szolgál a cikkben szereplő információk forrásmegjelöléseként.